# 贾植芳
贾植芳（1916年—2008年4月24日），山西襄汾人，中国作家、诗人。曾任震旦大学中文系主任、复旦大学中文系教授，兼复旦大学图书馆馆长等职。曾是复旦大学中国现当代文学和比较文学学科的「学科带头人」。也曾为中国作家协会、上海作家协会等诸多机构会员、理事。中华人民共和国建立后，因与胡风私交受到牵连，成为胡风反革命集团案中的『骨干分子』，蒙冤入狱并遭受迫害多年，因其在胡案中未出卖朋友，甚至仗义执言而受到后人敬仰。著有学术自选集《历史的背面》、回忆录《狱里狱外》等，部分论著辑为《贾植芳文集》。

## 家属
哥哥贾芝：民间文学家、中国社会科学院荣誉学部委员

## 生平
1955年受胡风反革命集团案牵连入狱，1967年正式获刑12年，在提篮桥监狱服刑，出狱后在复旦印刷厂上班。1979年获得平反。